# Yvon Cloarec
Yvon Cloarec (* 13. Mai 1960) ist ein ehemaliger französischer Bahnradsportler.
Yvon Cloarec war spezialisiert auf die Kurzzeitdisziplinen im Bahnradsport. 1980 wurde er Vize-Weltmeister bei den Bahn-Weltmeisterschaften in Besançon im Tandemrennen, gemeinsam mit Franck Dépine. Im selben Jahr gewann er den Grand Prix de Paris und wurde französischer Vize-Meister im 1000-Meter-Zeitfahren. Auch den Grand Prix Kopenhagen und die traditionsreiche Champion of Champions Trophy gewann er in jener Saison.
Bei den französischen Bahnmeisterschaften 1981 wurde er ein weiteres Mal Vize-Meister im Zeitfahren und 1982 Dritter in dieser Disziplin. 1984 belegte er den dritten Platz beim Grand Prix de Paris.
Heute ist Yvon Cloarec als Sportlicher Leiter eines Radsportteams tätig.